# Eupithecia shirleyata
Eupithecia shirleyata is een vlinder uit de familie van de spanners (Geometridae). De wetenschappelijke naam van de soort is voor het eerst geldig gepubliceerd in 1922 door Cassino & Swett.